# Les Amours sous la Révolution
Les Amours sous la Révolution est une série télévisée française en quatre épisodes, réalisée par Jean-Paul Carrère et diffusée entre le 25 janvier 1978 et le 12 juillet 1978 sur Antenne 2.
Scénario et dialogues :   Jacques Chabannes

## Synopsis
Cette série raconte les histoires des couples célèbres de la Révolution française.

## Distribution
- Claude Jade : Lucile Desmoulins
- Bernard Alane : Camille Desmoulins
- Anny Duperey : Aimée de Coigny
- Nicolas Silberg : André Chénier
- Maria Mauban : Marie Adélaïde d'Orléans
- Véronique Jannot : Delphine de Custine
- Gérard Chambre : Hoche
- Mireille Audibert : Mme de Bonneuil

## Épisodes
1. La Passion de Camille et Lucile Desmoulins
2. Quatre dans une prison
3. André Chénier et la jeune captive
4. Les amants de Thermidor